# Bakijczycy
Bakijczycy (tyt. oryg. Бакинцы, azer. Bakılılar) – radziecki film fabularny z 1938 roku w reżyserii Wiktora Turina.  

## Opis fabuły
Pierwszy czarno-biały film dźwiękowy w historii kinematografii azerskiej. Przedstawia walkę robotników Baku w czasie rewolucji 1905 roku.

## Obsada
- Rza Afganli jako Dżafar
- Nikołaj Szulgin jako felczer Michajłow
- Wasilij Godzijaszwili jako bolszewik Baso
- Mustafa Mardanow jako mienszewik
- Andriej Kostriczkin jako rotmistrz żandarmerii
- Boris Bajkow
- Wacze Bagratuni
- Alekpier Melikow
- Mowsun Sanani